# Cate Blanchett
Catherine Élise Blanchett (Melbourne, 14 de maig de 1969), més coneguda com a Cate Blanchett, és una actriu de cinema i teatre australiana guanyadora de dos premis Oscar i tres Globus d'Or.
Blanchett va cridar l'atenció de la crítica internacional amb la pel·lícula Elisabet de 1998, dirigida per Shekhar Kapur, on va protagonitzar a Elisabet I d'Anglaterra. També destaquen les seves interpretacions de Galàdriel, la reina elfa de la Trilogia de El senyor dels anells. Tanmateix, no va ser fins al 2004 que va aconseguir el seu primer Oscar com a millor actriu secundària interpretant a Katharine Hepburn a L'aviador. El seu segon Oscar el va guanyar deu anys més tard gràcies a la pel·lícula de Woody Allen Blue Jasmine encara que aquesta vegada va ser en la categoria de millor actriu.

## Biografia

### Infantesa i educació
Cate Blanchett va néixer a Ivanhoe, un suburbi de Melbourne (Austràlia), com la filla d'un oficial naval estatunidenc i alt executiu de publicitat, Robert Blanchett, i d'una mestra d'escola i empresària australiana, June Blanchett. Quan tenia 10 anys, la Cate i els seus dos germans, Bob i Genevieve, van viure la pèrdua del seu pare per un atac de cor a l'edat de 40 anys. Per aquesta raó, Cate es defineix de petita com "una nena extravertida però, alhora tancada". És una història que es resisteix a explicar, ja que la mort del seu pare la va afectar profundament. Així, els tres germans van ser educats per la seva mare.
Cate va realitzar els seus estudis secundaris al Methodist Ladies College de Melbourne on va fer els seus primers intents artístics participant en diverses obres de teatre. Posteriorment, va anar a la Universitat de Melbourne per estudiar Econòmiques i Belles Arts. Però, insegura sobre el seu futur professional, la va abandonar per dedicar-se a viatjar i guanyar experiència abans de decidir-se per una carrera. Amb 18 anys, durant la seva visita a Anglaterra va ser forçada a deixar el país degut al fet que el seu visat havia caducat. Aleshores va marxar a Egipte on un client de l'hotel del Caire on s'allotjava li va proposar de fer d'extra en una pel·lícula, i, com que necessitava diners, va decidir participar-hi adonant-se que li agradava actuar. Per aquest motiu, quan va tornar a Austràlia, es va inscriure a l'Institut Nacional d'Art Dramàtic de Sydney en el qual es va graduar el 1992 per començar la seva carrera com a actriu.

### Inicis artístics
Els seus inicis professionals van començar sobre els escenaris de teatre d'Austràlia el mateix any de la seva graduació (1992) amb l'obra Electra de Sòfocles. A partir de llavors es va anar endinsant en el món escènic arribant a treballar juntament amb Geoffrey Rush el 1993 representant l'obra de teatre Oleanna de David Mamet i el 1994 fent d'Ofèlia a Hamlet. El seu debut cinematogràfic va arribar l'any 1994 quan va aconseguir un paper a la pel·lícula australiana Police Rescue. Des d'aquell moment, Cate es va anar fent el seu propi espai en el món del setè art del seu país natal participant en diverses sèries de televisió com Heartland i Parklands mentre mantenia al mateix temps el seu treball en el teatre.
Va ser l'any 1997 quan, a través de la co-producció cinematogràfica australoestatunidenca Paradise Road, Cate va fer el seu salt internacional. Malgrat tenir-hi només un paper secundari com a part d'un grup de dones que eren fetes presoneres pels japonesos a Sumatra durant la Segona Guerra Mundial, aquesta participació li va permetre compartir escenes amb actors tan veterans com Glenn Close i Frances McDormand. Amb aquesta experiència, el mateix any 97 va aconseguir protagonitzar la seva primera pel·lícula Oscar and Lucinda on va treballar juntament amb l'actor britànic Ralph Fiennes i que li va valer una nominació com a millor actriu de l'Institut Australià de Cine. La seva excel·lent interpretació de Lucinda Leplastrier però, no només li va comportar les millors crítiques del seu país natal sinó que també li va aconseguir un dels millors papers de la seva carrera: la d'Elisabet I d'Anglaterra a la pel·lícula Elisabet. El carácter dur i alhora sensible que Cate va haver de representar en el paper de l'hereva femenista australiana Lucinda va impressionar al director de la pel·lícula, Shekhar Kapur. De fet, Kapur la va seleccionar pel paper de la Reina Verge immediatament després de veure un tràiler d'Oscar and Lucinda a l'oficina del seu director de càsting. Segons ell, des del primer moment no en va tenir cap dubte. Buscava fonamentalment tres coses: l'habilitat de ser de 400 anys abans, l'habilitat de ser de l'actualitat i l'habilitat de no ser-hi més que en esperit; i Cate complia les tres condicions a la perfecció. Aquest era l'efecte que la seva imatge transmetia.

### Salt a la fama

Cate Blanchett interpretant a Elisabet (1998)

Amb Elisabet, Cate va entrar directament a la llista de les millors actrius de l'escena internacional. Va aconseguir la seva primera nominació als Oscars com a millor actriu i va enlluernar a la crítica internacional. Per primera vegada tots els crítics hi estaven d'acord: Cate havia estat una Elisabet I superba representant, d'alguna manera, a una dolça jove al principi de la pel·lícula i transformant-se en una monarca intimidadora i rígida al final. A partir de llavors els estudis cinematogràfics no van dubtar en enviar-li nous projectes perquè ella en fos la protagonista. Però, Cate tenia altres plans. Va rebutjar la major part d'aquests papers i es va dedicar a acceptar només aquells rols que li aportessin noves experiències artístiques, com per exemple, la seva interpretació a L'enginyós senyor Ripley o a An ideal husband. D'aquesta manera, Cate s'estava preparant per aconseguir una llarga carrera professional com a actriu i no com una simple estrella cinematogràfica.
El seu següent èxit va venir tres anys més tard quan Peter Jackson la va dirigir com la reina elfa de El senyor dels anells. La pàl·lida i sobrenatural imatge que va donar al personatge de Galàdriel li va valer l'aprovació de la major part dels fans dels llibres de J. R. R. Tolkien. D'aquesta manera, va participar en les tres pel·lícules de la Trilogia captant un gran nombre d'admiradors. Això, tanmateix, no li va impedir seguir treballant en altres cintes de caràcter més independent que li permetessin realitzar-se com a actriu. Així, l'any 2001 va interpretar a Charlotte Gray, una jove escocesa que s'uneix a la resistència francesa, a la pel·lícula del mateix nom, i el 2003 se la va poder veure a la pel·lícula Veronica Guerin on va protagonitzar la vertadera història de Veronica Guerin, una periodista irlandesa que es va encarar als distribuïdors de droga de Dublín. Amb aquesta última interpretació, Cate, un cop més, va demostrar que era capaç de superar-se atorgant al seu personatge, no una simple imatge deïficada sinó, la imatge d'una dona real que lluita per un món millor però mostrant-se tossuda, egocèntrica i, fins i tot, afectada per la seva pròpia fama. Un dur treball artístic que va seguir un cop acabada l'última entrega de El senyor dels anells, l'any 2003, amb Coffee and Cigarettes, un film de baix pressupost sobre vides paral·leles, i l'any 2004 amb la pel·lícula The Life Aquatic with Steve Zissou.

### Consolidació professional
Malgrat mantenir-se al marge dels grans estudis cinematogràfics el seu talent no va passar desapercebut. L'any 2004 va treballar amb Martin Scorsese a L'aviador, una pel·lícula biogràfica del gran empresari estatunidenc Howard Hughes, el qual va ser interpretat per Leonardo DiCaprio. Amb aquest projecte Cate va haver d'enfrontar-se al repte de la seva vida en haver de donar forma a una de les grans actrius clàssiques de Hollywood, Katharine Hepburn. El resultat però, va ser excel·lent. No només va satisfer el públic sinó també als experts de l'Acadèmia. De manera que l'any 2005 va rebre la seva segona nominació als Oscars i, aquest cop, per guanyar-ne l'estatueta com a millor actriu secundària.

Pòster de Babel.

Tot i el reconeixement professional que va rebre el 2005, el 2006 va superar totes les expectatives de Cate. Aquell any va estrenar tres noves pel·lícules i d'aquestes, totes tres van ser nominades de nou als Premis Oscar. La primera va ser Babel on el seu director, Alejandro González Iñárritu, va fer una anàlisi de les persones sotmeses a pressió a través de diverses històries que ens conduïen a fer una volta al món. Blanchett, juntament amb Brad Pitt, va encarnar a una turista estatunidenca que gaudia de les seves vacances al Marroc i es trobava inmersa en un tiroteig del qual en sortia greument ferida. La segona d'aquestes pel·lícules va ser The Good German de Steven Soderbergh, un intent de retornar a l'estil de les pel·lícules dels anys 40 en blanc i negre sobre l'Alemanya de la post-guerra i on va treballar amb els coneguts actors George Clooney i Tobey Maguire. I, finalment, la tercera va ser Notes on a Scandal on va compartir protagonisme amb la veterana actriu britànica Judi Dench i de la qual totes dues en van aconseguir una respectiva nominació als Oscars.
Cate estava vivint un dels moments més brillants de la seva carrera i l'any 2007 no va ser menys que els anteriors. Aquell any va suposar per Cate un retorn al seu principal paper cinematogràfic, el d'Elisabet I d'Anglaterra. Amb el mateix Shekhar Kapur que la va dirigir a la primera pel·lícula, Cate es va tornar a introduir en el personatge d'Elisabet però, aquest cop, trenta anys més tard, en el moment de més glòria de la reina, la que seria anomenada L'edat d'Or d'Anglaterra. A Elizabeth: l'edat d'or Cate es va haver d'enfrontar a una reina calculadora, intel·ligent, temperamental i alhora vulnerable des del seu tron. La nova interpretació que va fer de la Bona Reina Bess li va valer altre cop una nominació com a millor actriu als Oscars juntament amb la nominació com a millor actriu secundària que va obtenir per la seva altra pel·lícula de l'any, I'm Not There. Amb aquestes, Cate passaria a ser recordada en la història del cinema com l'onzè actor en ser nominat en un mateix any per l'Acadèmia de Hollywood en les dues categories i la primera actriu a rebre una segona nominació per un paper anterior. Malgrat que no en va sortir guanyadora, totes dues representacions van rebre el seu mereixedor reconeixement en els festivals internacionals. Cal destacar-ne, sobretot, el Globus d'Or i la Copa Volpi que va rebre a Venècia pel seu paper de Bob Dylan a I'm Not There.

### Actualment
El 2008, Cate va participar en la quarta entrega d'Indiana Jones (Indiana Jones i el Regne de la Calavera de Cristall) i també en una nova pel·lícula amb un antic company de rodatge, Brad Pitt (El curiós cas de Benjamin Button). Cinta, aquesta última, que va obtenir 13 nominacions a la cerimònia dels Oscars d'aquell any. El 2010 va estrenar la nova versió cinematogràfica de la llegenda de Robin Hood dirigida per Ridley Scott, on interpreta a Lady Marian. I, a més, va rodar la seva primera col·laboració amb el director britànic Joe Wright, Hanna. Un thriller d'acció sobre una jove adolescent que és entrenada per matar. La cinta es va estrenar el 2011 i va reunir per primer cop en la pantalla gran a Cate Blanchett amb el també australià Eric Bana i l'actriu d'ascendència irlandesa Saoirse Ronan. Després d'estar un temps dedicada al Teatre de Sydney, Cate va tornar a Hollywood formant part de l'equip interpretatiu de El hòbbit: un viatge inesperat reprenent el seu personatge de Galàdriel. Aquesta pel·lícula és la primera d'una trilogia que segueix el 2013 amb The Hobbit: The Desolation of Smaug i conclou el 2014 amb The Hobbit: The Battle of the Five Armies. Paral·lelament va col·laborar amb Woody Allen a Blue Jasmine gràcies al qual va guanyar el seu segon Oscar. I pels propers anys té previst estrenar: Knight of Cups de Terrence Malick i Cinderella de Kenneth Branagh.

## Vida personal
Cate es declara una persona familiar, ecologista i antibotox. És contrària als escàndols i, fins i tot, a vegades, als avantatges que ofereix la fama.
L'actriu està casada amb el guionista i dramaturg australià Andrew Upton, a qui va conèixer l'any 1996. La seva relació no va ser un amor a primera vista; tal com ella mateixa reconeix: "Ell pensava que jo era distant i jo que ell era arrogant. Això ensenya l'equivocada que una pot estar. Una vegada em va besar, tot va canviar". Es van casar el 29 de desembre de 1997, al Blue Mountains National Park de Nova Gal·les del Sud (Austràlia), just abans que Cate comencés el seu rodatge d'Elisabet. Des de llavors han tingut tres fills: Dashiell John, nascut el 2001, Roman Robert, el 2004, i Ignatius Martin, el 2008.
Després de viure a Brighton (Anglaterra) durant diversos anys, la família va tornar a Sydney l'any 2006. Segons explica, es van adonar que la seva identitat estava a Austràlia, on ells havien nascut. Així, van comprar-hi una casa aquell mateix any i van tenir-hi el seu últim fill (els dos primers van néixer a Londres). Des d'allà, Cate combina la seva carrera cinematogràfica amb la seva participació en el teatre de Sidney. També intervé en algun o altre espot publicitari, com la línia de cremes SK-II de Donna Karan l'any 2008.

## Filmografia
| Any  | Pel·lícula                                                                                               | Director                    | Personatge                  |
| ---- | --- | --------------------------- | --------------------------- |
| 1994 | Police Rescue: TV Movie                                                                                  | Michael Carson              | Vivian                      |
| 1997 | La noia dels meus somnis (Thank God He Met Lizzie)                                                       | Cherie Nowlan               | Lizzie                      |
| 1997 | Oscar and Lucinda                                                                                        | Gillian Armstrong           | Lucinda Leplastrier         |
| 1997 | Paradise Road                                                                                            | Bruce Beresford             | Susan Macarthy              |
| 1998 | Elisabet                                                                                                 | Shekhar Kapur               | Elisabet I d'Anglaterra     |
| 1999 | An Ideal Husband                                                                                         | Oliver Parker               | Lady Gertrude Chiltern      |
| 1999 | Pushing Tin                                                                                              | Mike Newell                 | Connie Falzone              |
| 1999 | L'enginyós senyor Ripley (The Talented Mr. Ripley)                                                       | Anthony Minghella           | Meredith Logue              |
| 2000 | Vides furtives (The Man Who Cried)                                                                       | Sally Potter                | Lola                        |
| 2000 | Premonició (The Gift)                                                                                    | Sam Raimi                   | Annabelle "Annie" Wilson    |
| 2001 | Bandits                                                                                                  | Barry Levinson              | Kate Wheeler                |
| 2001 | Charlotte Gray                                                                                           | Gillian Armstrong           | Charlotte Gray              |
| 2001 | El senyor dels anells: La germandat de l'anell (The Lord of the Rings: The Fellowship of the Ring)       | Peter Jackson               | Galàdriel                   |
| 2001 | The Shipping News                                                                                        | Lasse Hallström             | Petal Bear                  |
| 2002 | Heaven                                                                                                   | Tom Tykwer                  | Philippa                    |
| 2002 | El senyor dels anells: les dues torres (The Lord of the Rings: The two towers)                           | Peter Jackson               | Galàdriel                   |
| 2003 | Coffee and Cigarettes                                                                                    | Jim Jarmusch                | Cate/Shelly                 |
| 2003 | El senyor dels anells: el retorn del rei (The Lord of the Rings: The return of the King)                 | Peter Jackson               | Galàdriel                   |
| 2003 | Desaparicions (The Missing)                                                                              | Ron Howard                  | Magdalena "Maggie" Gilkeson |
| 2003 | Veronica Guerin                                                                                          | Joel Schumacher             | Veronica Guerin             |
| 2004 | L'aviador (The Aviator)                                                                                  | Martin Scorsese             | Katharine Hepburn           |
| 2004 | The Life Aquatic with Steve Zissou                                                                       | Wes Anderson                | Jane Winslett-Richardson    |
| 2005 | Little fish                                                                                              | Rowan Woods                 | Tracy Heart                 |
| 2006 | Babel | Alejandro González Iñárritu | Susan Jones                 |
| 2006 | The Good German                                                                                          | Steven Soderbergh           | Lena Brandt                 |
| 2006 | Notes on a Scandal                                                                                       | Richard Eyre                | Sheba Hart                  |
| 2007 | I'm Not There                                                                                            | Todd Haynes                 | Jude Quinn/Bob Dylan        |
| 2007 | Elizabeth: l'edat d'or (Elizabeth: The Golden Age)                                                       | Shekhar Kapur               | Elisabet I d'Anglaterra     |
| 2008 | El curiós cas de Benjamin Button                                                                         | David Fincher               | Daisy Fuller                |
| 2008 | Indiana Jones i el regne de la calavera de cristall (Indiana Jones and the Kingdom of the Crystal Skull) | Steven Spielberg            | Agent Irina Spalko          |
| 2010 | Robin Hood                                                                                               | Ridley Scott                | Marion Loxley               |
| 2011 | Hanna | Joe Wright                  | Marissa Wiegler             |
| 2012 | El Hòbbit: un viatge inesperat                                                                           | Peter Jackson               | Galàdriel                   |
| 2013 | Blue Jasmine                                                                                             | Woody Allen                 | Jasmine                     |
| 2013 | The Turning                                                                                              | Diversos                    | Gail Lang                   |
| 2013 | The Hobbit: The Desolation of Smaug                                                                      | Peter Jackson               | Galàdriel                   |
| 2014 | The Hobbit: The Battle of the Five Armies                                                                | Peter Jackson               | Galàdriel                   |
| 2014 | The Monuments Men                                                                                        | George Clooney              | Claire Simone               |
| 2015 | Carol | Todd Haynes                 | Carol Aird                  |
| 2015 | Cinderella                                                                                               | Kenneth Branagh             | Lady Tremaine               |
| 2015 | Knight of Cups                                                                                           | Terrence Malick             | Nancy                       |
| 2015 | Truth | James Vanderbilt            | Mary Mapes                  |
| 2015 | Manifesto                                                                                                | Julian Rosefeldt            | Diversos                    |
| 2017 | Song to Song                                                                                             | Terrence Malick             | Amanda                      |
| 2017 | Thor: Ragnarok                                                                                           | Taika Waititi               | Hela                        |
| 2018 | Ocean's 8                                                                                                | Gary Ross                   | Lou                         |
| 2018 | Mowgli: Legend of the Jungle                                                                             | Andy Serkis                 | Kaa (veu)                   |
| 2018 | The House with a Clock in Its Walls                                                                      | Eli Roth                    | Florence Zimmerman          |
| 2019 | Were'd You Go, Bernadette?                                                                               | Richard Linklater           | Bernadette                  |
| 2019 | How to Train Your Dragon: The Hidden World                                                               | Dean DeBlois                | Valka (veu)                 |
| 2019 | Sweet Tooth                                                                                              | Shannon Ashlyn              | Narradora                   |
| 2022 | Pinotxo (Pinocchio)                                                                                      | Guillermo del Toro          |                             |
| 2024 | Disclaimer                                                                                               |                             |                             |

## Premis i nominacions
Després de només 20 anys de carrera artística i més de 30 pel·lícules darrere seu, Cate Blanchett s'ha convertit en una de les actrius que més èxits ha recollit de les seves interpretacions. En concret, ha obtingut més de 50 premis i el mateix nombre de nominacions. De tots ells, els més destacats són els següents:

### Oscar
| Any  | Categoria                | Pel·lícula             | Resultat   |
| ---- | ------------------------ | ---------------------- | ---------- |
| 2016 | Millor actriu            | Carol                  | Nominada   |
| 2014 | Millor actriu            | Blue Jasmine           | Guanyadora |
| 2008 | Millor actriu            | Elizabeth: l'edat d'or | Nominada   |
| 2008 | Millor actriu secundària | I'm Not There          | Nominada   |
| 2007 | Millor actriu secundària | Notes on a Scandal     | Nominada   |
| 2005 | Millor actriu secundària | L'aviador              | Guanyadora |
| 1999 | Millor actriu            | Elisabet               | Nominada   |

### BAFTA
| Any  | Categoria                | Pel·lícula             | Resultat   |
| ---- | ------------------------ | ---------------------- | ---------- |
| 2016 | Millor actriu            | Carol                  | Nominada   |
| 2014 | Millor actriu            | Blue Jasmine           | Guanyadora |
| 2008 | Millor actriu            | Elizabeth: l'edat d'or | Nominada   |
| 2008 | Millor actriu secundària | I'm Not There          | Nominada   |
| 2007 | Millor actriu secundària | Notes on a Scandal     | Nominada   |
| 2005 | Millor actriu secundària | L'aviador              | Guanyadora |
| 1999 | Millor actriu            | Elisabet               | Guanyadora |

### Globus d'Or
| Any  | Categoria                      | Pel·lícula             | Resultat   |
| ---- | ------------------------------ | ---------------------- | ---------- |
| 2016 | Millor actriu dramàtica        | Carol                  | Nominada   |
| 2014 | Millor actriu dramàtica        | Blue Jasmine           | Guanyadora |
| 2008 | Millor actriu dramàtica        | Elizabeth: l'edat d'or | Nominada   |
| 2008 | Millor actriu secundària       | I'm Not There          | Guanyadora |
| 2007 | Millor actriu secundària       | Notes on a Scandal     | Nominada   |
| 2005 | Millor actriu secundària       | L'aviador              | Nominada   |
| 2004 | Millor actriu dramàtica        | Veronica Guerin        | Nominada   |
| 2002 | Millor actriu musical o còmica | Bandits                | Nominada   |
| 1999 | Millor actriu dramàtica        | Elisabet               | Guanyadora |

### Festival Internacional de Cinema de Venècia
| Any  | Categoria     | Pel·lícula    | Resultat   |
| ---- | ------------- | ------------- | ---------- |
| 2007 | Millor actriu | I'm Not There | Guanyadora |

### Premis Sant Jordi de Cinematografia
| Any  | Categoria                | Pel·lícula                                                | Resultat   |
| ---- | ------------------------ | --------------------------------------------------------- | ---------- |
| 2007 | Millor actriu estrangera | Elizabeth: l'edat d'or The Good German Notes on a Scandal | Guanyadora |

### Tony AwardsArxivat2016-05-30 aWayback Machine.
| Any  | Categoria        | Obra        | Resultat |
| ---- | ---------------- | ----------- | -------- |
| 2017 | Actriu principal | The Present | Nominada |

## Obres de teatre
| Any       | Obra                                          | Lloc                                                   | Paper                 |
| --------- | --------------------------------------------- | ------------------------------------------------------ | --------------------- |
| pre-1992  | The Odyssey of Runyon Jones                   | Methodist Ladies' College, Melbourne                   | Desconegut            |
| pre-1992  | They Shoot Horses, Don't They?                | Methodist Ladies' College, Melbourne                   | Director              |
| 1992      | Electra                                       | Institut Nacional d'Art Dramàtic, Melbourne            | Electra               |
| 1992/1993 | Top Girls                                     | Sydney Theatre Company                                 | Desconegut            |
| 1993      | Oleanna                                       | Sydney Theatre Company                                 | Carol                 |
| 1994      | Hamlet                                        | Belvoir Street Theatre Company                         | Ofèlia                |
| 1995      | Sweet Phoebe                                  | Sydney Theatre Company i el Warehouse Theatre, Croydon | Helen                 |
| 1995      | La tempesta                                   | Belvoir Street Theatre Company                         | Miranda               |
| 1995      | The Blind Giant is Dancing                    | Belvoir Street Theatre Company                         | Rose Draper           |
| 1997      | La gavina                                     | Belvoir Street Theatre Company                         | Nina                  |
| 1999      | Plenty                                        | Albery Theatre, Londres                                | Susan Traherne        |
| 1999      | The Vagina Monologues                         | The Old Vic Theatre, Londres                           | Desconegut            |
| 2004      | Hedda Gabler                                  | Sydney Theatre Company                                 | Hedda Gabler          |
| 2009      | The War of the Roses                          | Sydney Theatre Company                                 | Ricard II i Lady Anne |
| 2009      | Un tramvia anomenat desig                     | Sydney Theatre Company                                 | Blanche DuBois        |
| 2010      | L'oncle Vània                                 | Sydney Theatre Company                                 | Yelena                |
| 2011      | Big and Small                                 | Sydney Theatre Company                                 | Lotte                 |
| 2013      | Les criades                                   | Sydney Theatre Company                                 | Claire                |
| 2015      | The Present                                   | Sydney Theatre Company                                 | Anna Petrovna         |
| 2017      | The Present                                   | Ethel Barrymore Theatre, New York                      | Anna Petrovna         |
| 2019      | When We Have Sufficiently Tortured Each Other | Royal National Theatre                                 | Dona                  |